# El grito del tiempo
El grito del tiempo es el nombre del tercer álbum de estudio del grupo donostiarra Duncan Dhu, editado en 1987.
Ha sido posicionado en el puesto 133 en la lista Los 250 álbumes esenciales del rock iberoamericano de la revista norteamericana Al borde.

## Lista de canciones
1. En algún lugar - 3:56
2. Tu sonrisa - 2:21
3. Señales en el cielo - 3:07
4. Al caer la noche - 2:40
5. La tierra del amor - 3:47
6. No debes marchar - 3:46
7. La barra de este hotel - 2:54
8. Una calle de París - 2:21
9. Mi tierra, mi casa y una mujer - 2:27
10. El sentido de tu canción - 2:53
11. Paloma blanca - 3:27
12. Dirección sur - 2:17
13. El río del silencio - 2:21
14. Una lanza, una oración* - 2:04
15. Volverán por mí* - 2:27
16. El bosque* - 4:16

- Sólo en la edición en CD

## Posicionamiento en listas
| País   | Lista                     | Mejor posición |
| ------ | ------------------------- | -------------- |
| Europa | Billboard Top 100 Álbumes | 74             |